# Tatra 813
| Zugmaschine Tatra 813 8×8 | Zugmaschine Tatra 813 8×8                                                |
| --- | ------------------------------------------------------------------------ |
| |                                                                          |
| Bauzeit: | 1967–1982                                                                |
| Stückzahl: | 11.751                                                                   |
| Entwicklungsland: | Tschechoslowakei                                                         |
| Motor |                                                                          |
| Typ | T 930-31 E, V12-Diesel, luftgekühlt, mit direkter Kraftstoffeinspritzung |
| Hubraum | 17.643 cm³                                                               |
| Bohrung/Hub | 120/130 mm                                                               |
| Verdichtung | 16,5                                                                     |
| Höchstleistung | 199 kW (270 PS) bei 2.000/min                                            |
| max. Drehmoment | 991 Nm bei 1.300/min                                                     |
| Kraftübertragung |                                                                          |
| Dreischeiben-Trockenkupplung, hydraulisch betätigt, mit pneumatischer Verstärkung, mechanisches Fünfgang-Getriebe, pneumatisch unterstützt, mit Zweigang-Zusatzgetriebe und zweistufigem Planetengetriebe, Allradantrieb mit Zwischenachsdifferenzialgetriebe, Untersetzungsgetriebe in den Radnaben, Differenzialsperren |                                                                          |
| Fahrgestell |                                                                          |
| Zentralrohrrahmen, Pendelachsen, Halbelliptik-Blattfedern an beiden Vorderachsen, Drehstabfederung an der Hinterachse, Teleskopstoßdämpfer, Reifen 18.00-22,5, beide Vorderachsen gelenkt, hydraulische Lenkhilfe |                                                                          |
| Bremsen |                                                                          |
| pneumatische Zweikreis-Betriebsbremsanlage mit Trommelbremsen, Feststellbremse mechanisch, auf Getriebe wirkend, Motorbremse und Auspuff-Drosselklappe, Anhängerbremsanlage mit Zweileitungsanschluss |                                                                          |
| Aufbau |                                                                          |
| Frontlenkerfahrerhaus, feststehend, 5 Sitze, 4 Türen, Stahlpritsche 2.465 × 2.420 × 500 mm |                                                                          |
| Abmessungen, Gewichte und Fahrleistungen |                                                                          |
| Länge / Breite / Höhe | 7.760 / 2.500 / 2.620 mm Höhe ohne Rundumkennleuchte                     |
| Radstand | 1.650 + 2.700 mm                                                         |
| Leergewicht | 11.930 kg                                                                |
| Nutzlast | 8.800 kg (Ballast)                                                       |
| Anhängelast | 100.000 kg                                                               |
| Höchstgeschwindigkeit | 70 km/h (ohne Anhänger)                                                  |
| Steigfähigkeit | 15,1 % (bei 122 t Zuggesamtgewicht)                                      |

Der Tatra 813 ist ein schwerer zwei- bis vierachsiger Lastkraftwagen des tschechischen Fahrzeugherstellers Tatra. Dieser Typ folgte der Zugmaschine Tatra 141 und wurde ab 1967 in Serie gebaut. Ein erstes Funktionsmuster entstand bereits 1960.

## Einsatzgebiet
Der Tatra 813 war in erster Linie für die Armee vorgesehen, wurde aber auch in zahlreichen zivilen Varianten produziert. Alle Ausführungen des Tatra 813 besitzen Allradantrieb. Während die Armee vorwiegend die vierachsige Zugmaschine einsetzte, wurden für den zivilen Einsatz hauptsächlich dreiachsige Zugmaschinen hergestellt. In geringerer Stückzahl wurden auch zweiachsige Zugmaschinen und Sattelzugmaschinen (erstmalig vorgestellt 1972 auf der Maschinenmesse in Brno) gebaut. Der Tatra 813 fand in allen Achskonfigurationen auch Verwendung als Trägerfahrzeug für Feuerwehr-, Kran- oder andere Spezialaufbauten. Von der westdeutschen Firma Stetter wurde auf Basis der 8x8-Ausführung ein Betonmischer entwickelt. Die 8×8-Ausführung trägt den Beinamen „Kolos“.

## Technik
Konstruktiv war der Tatra 813 für gute Geländegängigkeit einerseits und für den Betrieb mit Anhängern bis 100 t Gesamtmasse auf befestigter Fahrbahn andererseits ausgelegt. Die Konstruktion sollte dabei in Einklang mit europäischen Verkehrsvorschriften stehen.
Der luftgekühlte Zwölfzylinder-Dieselmotor Typ 930 leistet 270 PS. Der 813 hatte stets Allradantrieb und wurde mit zwei, drei oder vier Achsen produziert. Die Kraftübertragung erfolgt über drei Wechselgetriebe. Die 8×8- und 6×6-Zugmaschinen besitzen 5-Gang-Getriebe mit Synchronisierung, wobei der erste Gang und der Rückwärtsgang nicht synchronisiert sind. Während der Fahrt werden die Gänge über ein zusätzliches Zweigang-Getriebe geschaltet, wodurch jeder der 5 Gänge in einer reduzierten und der normalen Übersetzung gefahren werden kann. Die Umschaltung zwischen reduzierter und normaler Übersetzung erfolgt mit einem Vorwahlschalter am Schalthebel. Im Stand kann mit einem Planetengetriebe zwischen normaler Geschwindigkeit und Schnellgang umgeschaltet werden, womit insgesamt 20 Vorwärts- und vier Rückwärtsgänge zur Verfügung stehen. Die 4×4-Versionen verfügen über zehn Vorwärts- und zwei Rückwärtsgänge.
Eine weitere Besonderheit für einen schweren Lkw ist die Bauweise mit Zentralrohrrahmen und Pendelachsen anstatt eines Leiterrahmen mit Starrachsen. Die Räder an den Halbachsen zeigen deshalb vor allem beim Ausfedern einen positiven Sturz. Im Inneren des voluminösen Zentralrohres sind alle Verteilerwellen und -getriebe und die Differentiale untergebracht, die dadurch bei Fahrten im Gelände vor Bodenkontakt geschützt sind. Die 8×8-Version besitzt 7 Ausgleichsgetriebe, die alle gesperrt werden können. Die vier Achsdifferentiale können separat vom zentralen Verteilerdifferential und den zwei Zwischendifferentialen des vorderen und hinteren Achspaares gesperrt werden. Die Sperren werden elektropneumatisch betätigt. Das 8×8-Modell erreicht damit, verbunden mit den Radständen, sowohl eine gute Geländegängigkeit als auch eine große Grabenüberschreitfähigkeit.

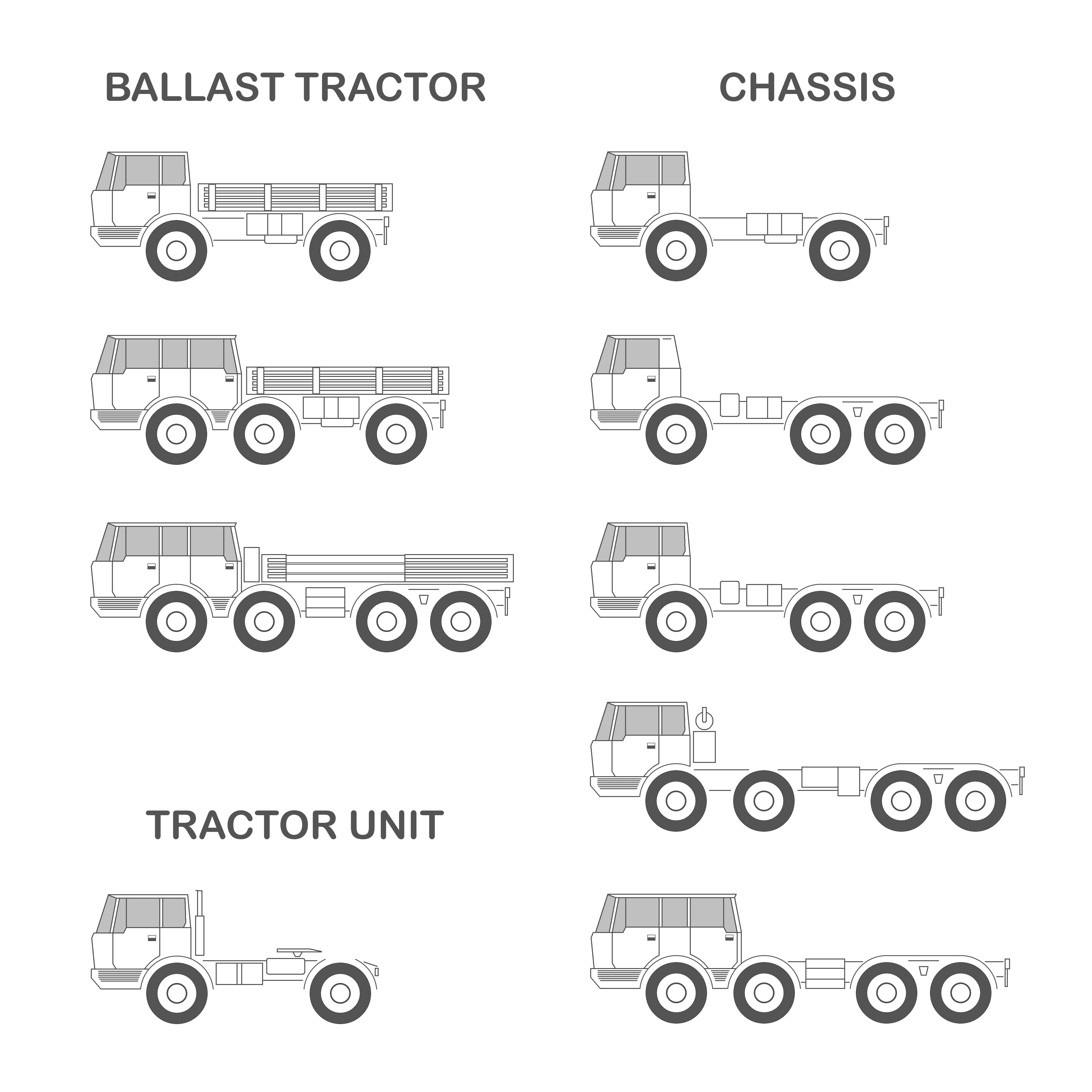
Hergestellte Typen

Die 8×8-Fahrzeuge besitzen Halbelliptik-Längsblattfedern an allen Achsen mit Teleskopstoßdämpfern an den gelenkten Vorderachsen. Die 6×6-Ausführungen (auch hier zwei gelenkte Vorderachsen) haben Halbelliptik-Blattfedern an den beiden Vorderachsen und Drehstabfederung an der Hinterachse. Die 4×4-Zugmaschinen haben Drehstabfedern an allen Achsen, während die 4×4-Sattelzugmaschinen mit Drehstabfedern vorn und Luftfedern hinten ausgerüstet sind. Dank guter Achslastverteilung kommen alle Varianten mit Einfachbereifung aus. Die Wattiefe beträgt 1400 mm, darunterliegende Bauteile sind wasserdicht ausgeführt. Die zulässige Anhängermasse auf der Straße beträgt 100 t, in schwerem Gelände 12 t.
Alle Fahrzeugvarianten besitzen feststehende Frontlenkerkabinen mit Seilwinde. Bei den 6×6- und 8×8-Fahrzeugen sind sie viertürig mit fünf bis sieben Sitzen. Die 4×4-Varianten haben kürzere zweitürige Fahrerhäuser.
Bis 1982 wurden insgesamt 11.751 Tatra 813 in allen Varianten produziert, dann wurde dieser Typ vom Tatra 815 abgelöst.

## Galerie

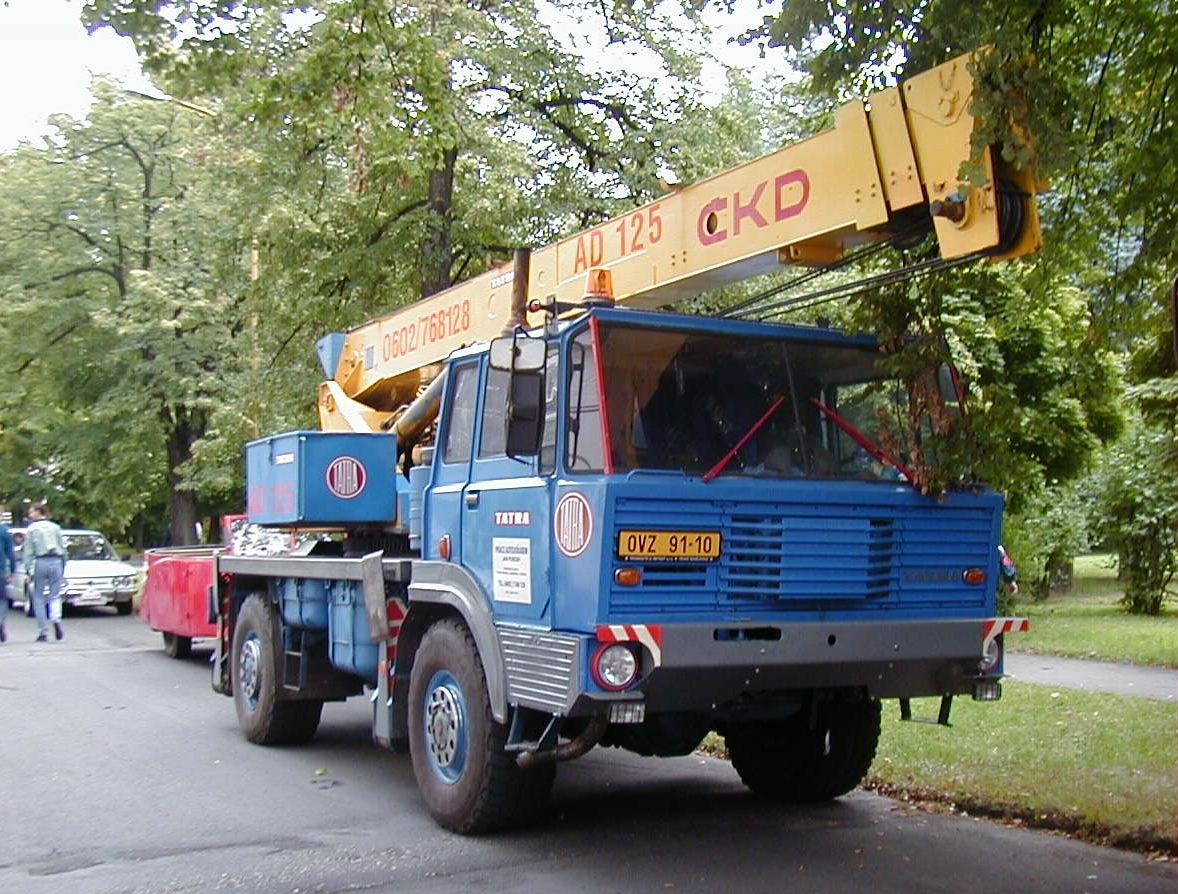
Tatra 813 4×4 Autokran
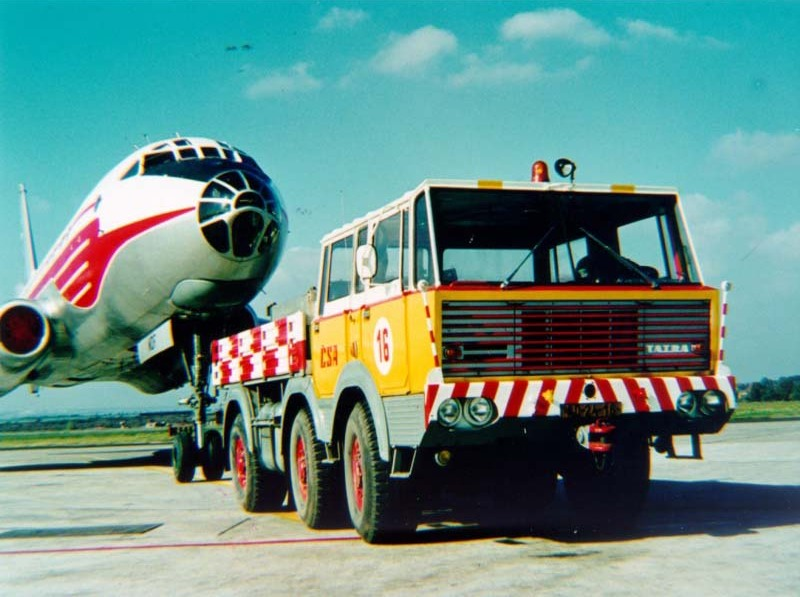
Tatra 813 6×6 Zugmaschine
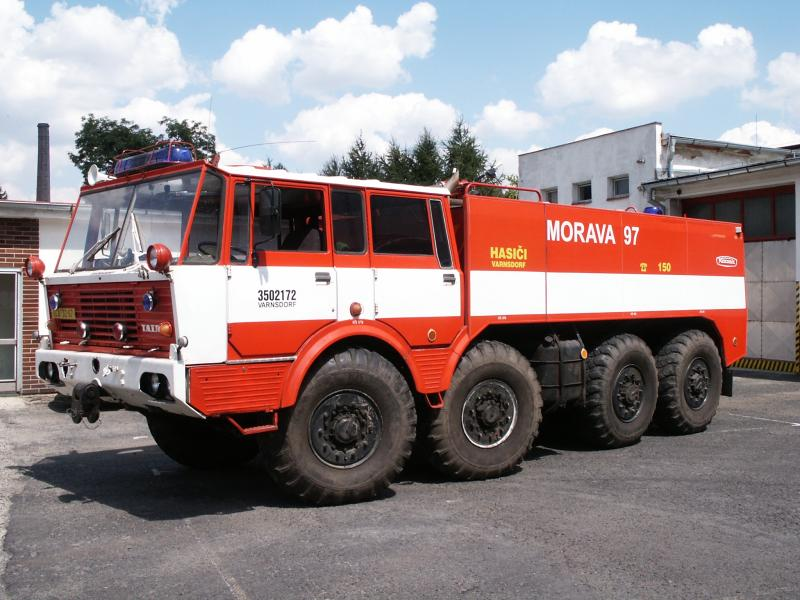
Tatra 813 8×8 Feuerwehr
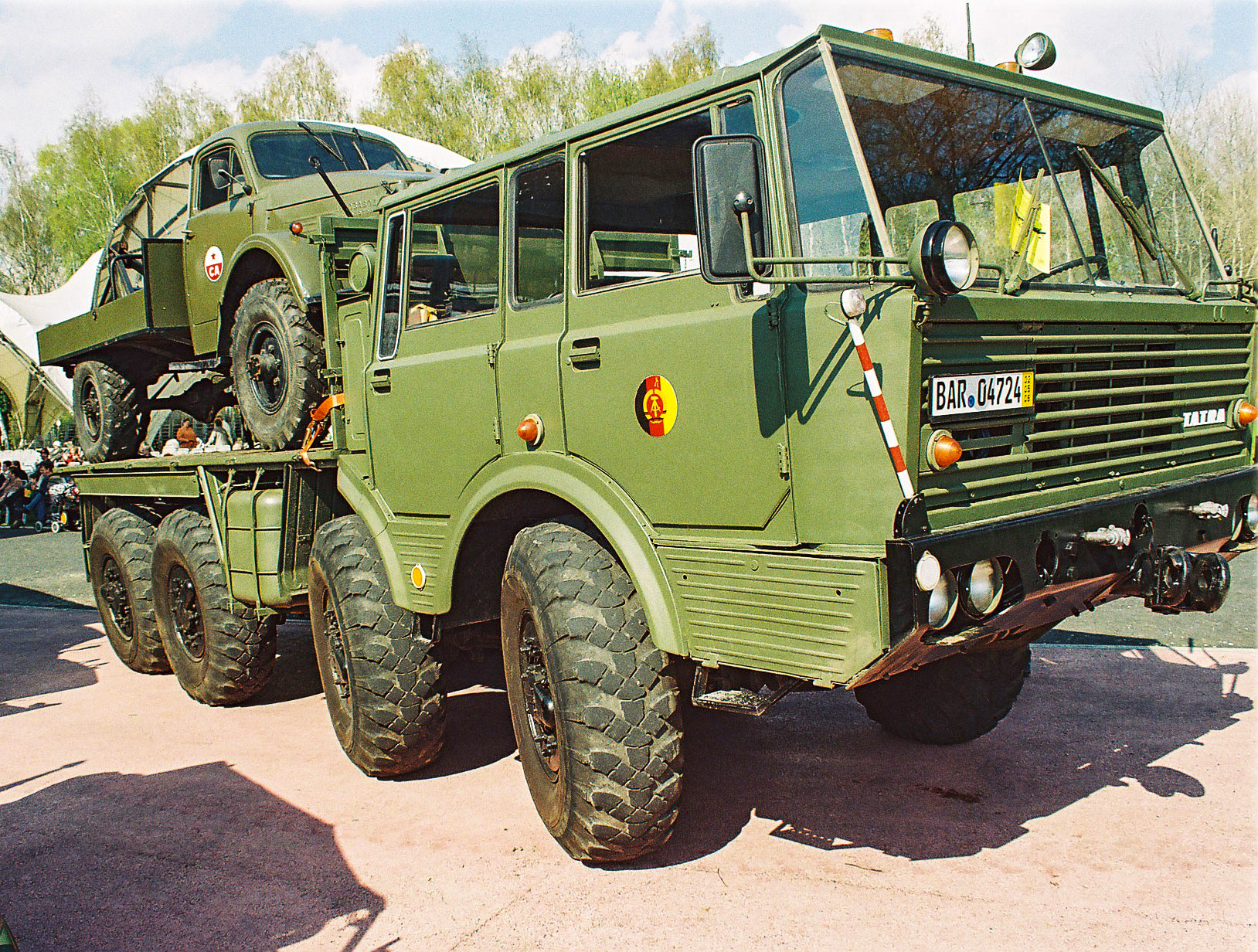
Tatra 813 8×8 Zugmaschine mit GAZ-63 auf der Ladefläche
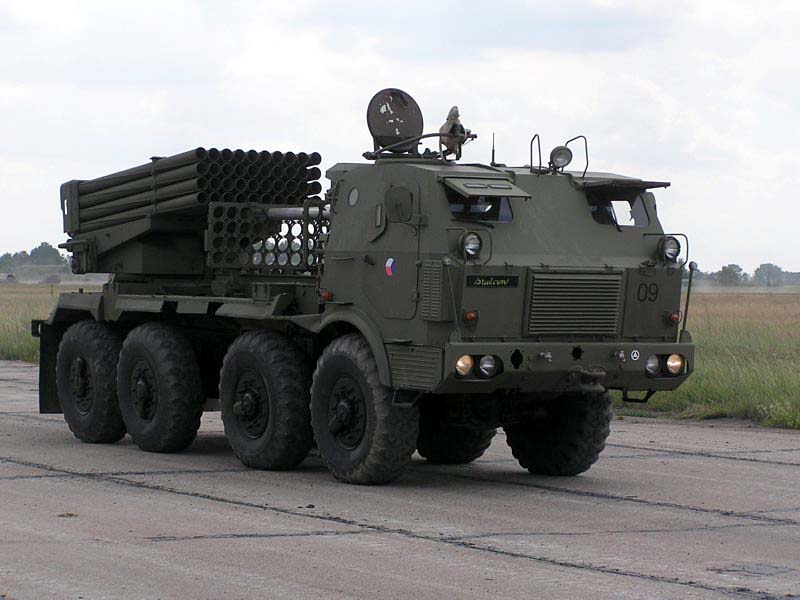
Gepanzerter 813 mit Raketenwerfer
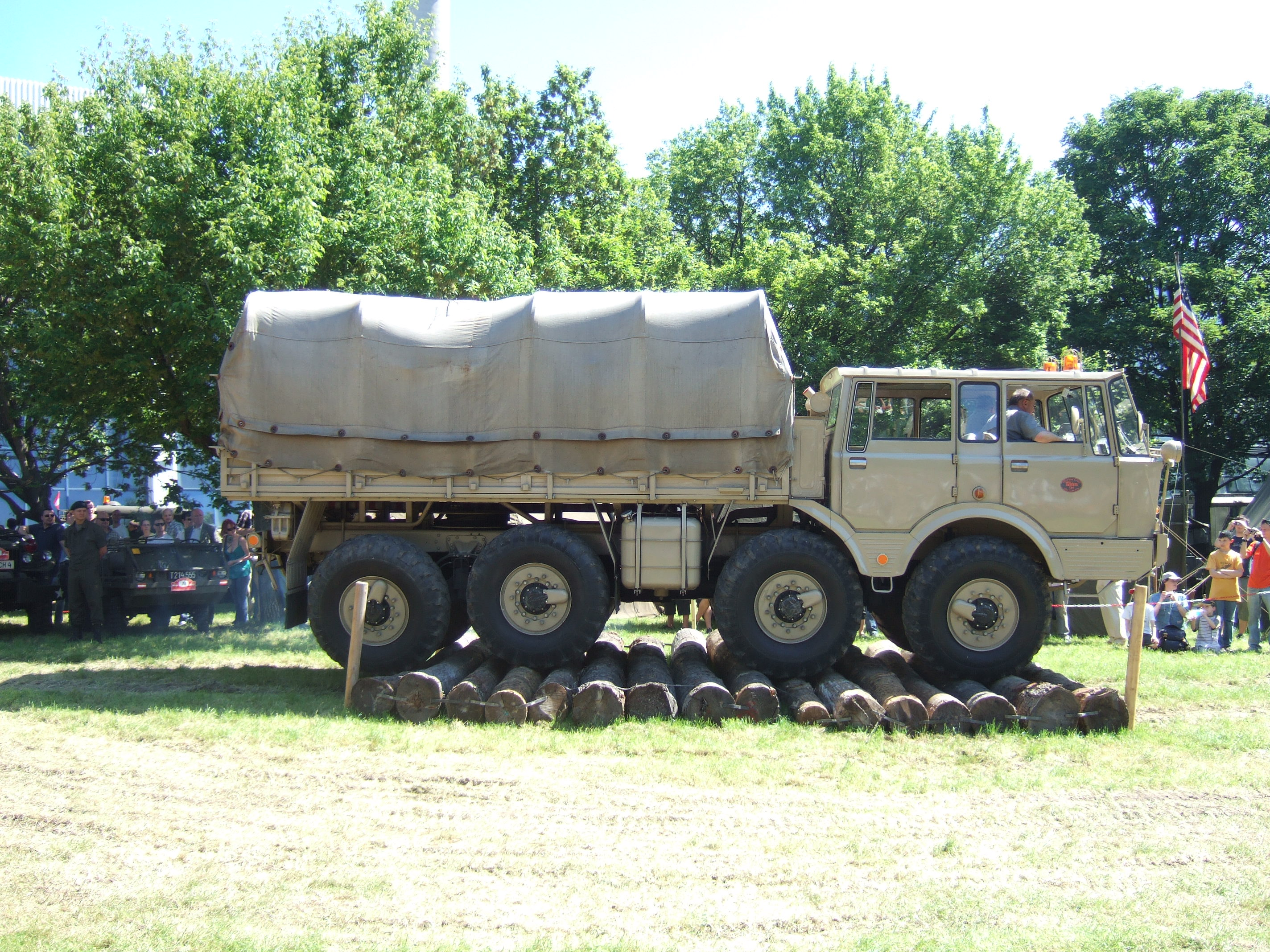
Tatra 813 8×8 im HGM
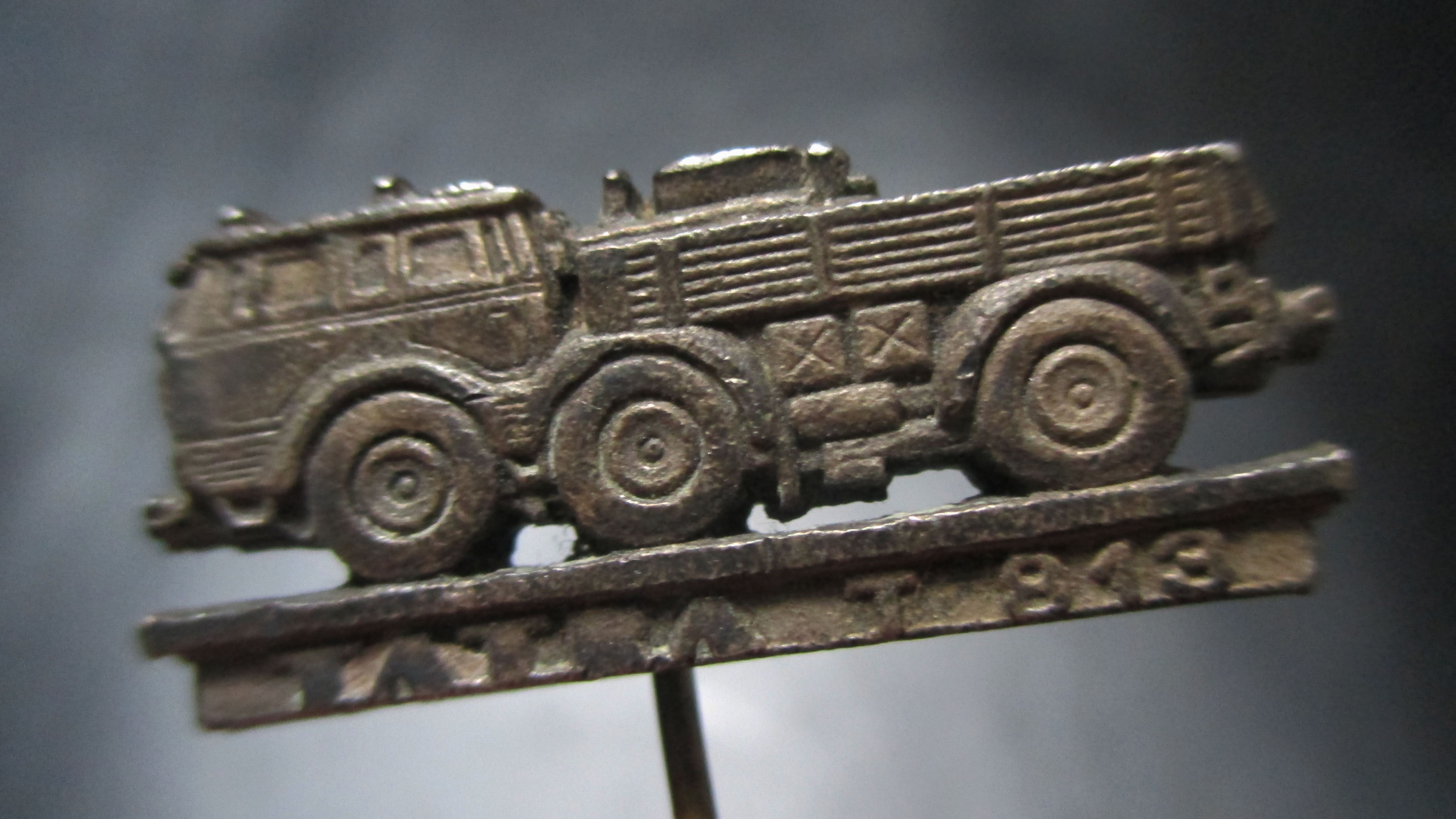
Abzeichen – Tatra T 813 – Militär – 3 Achser
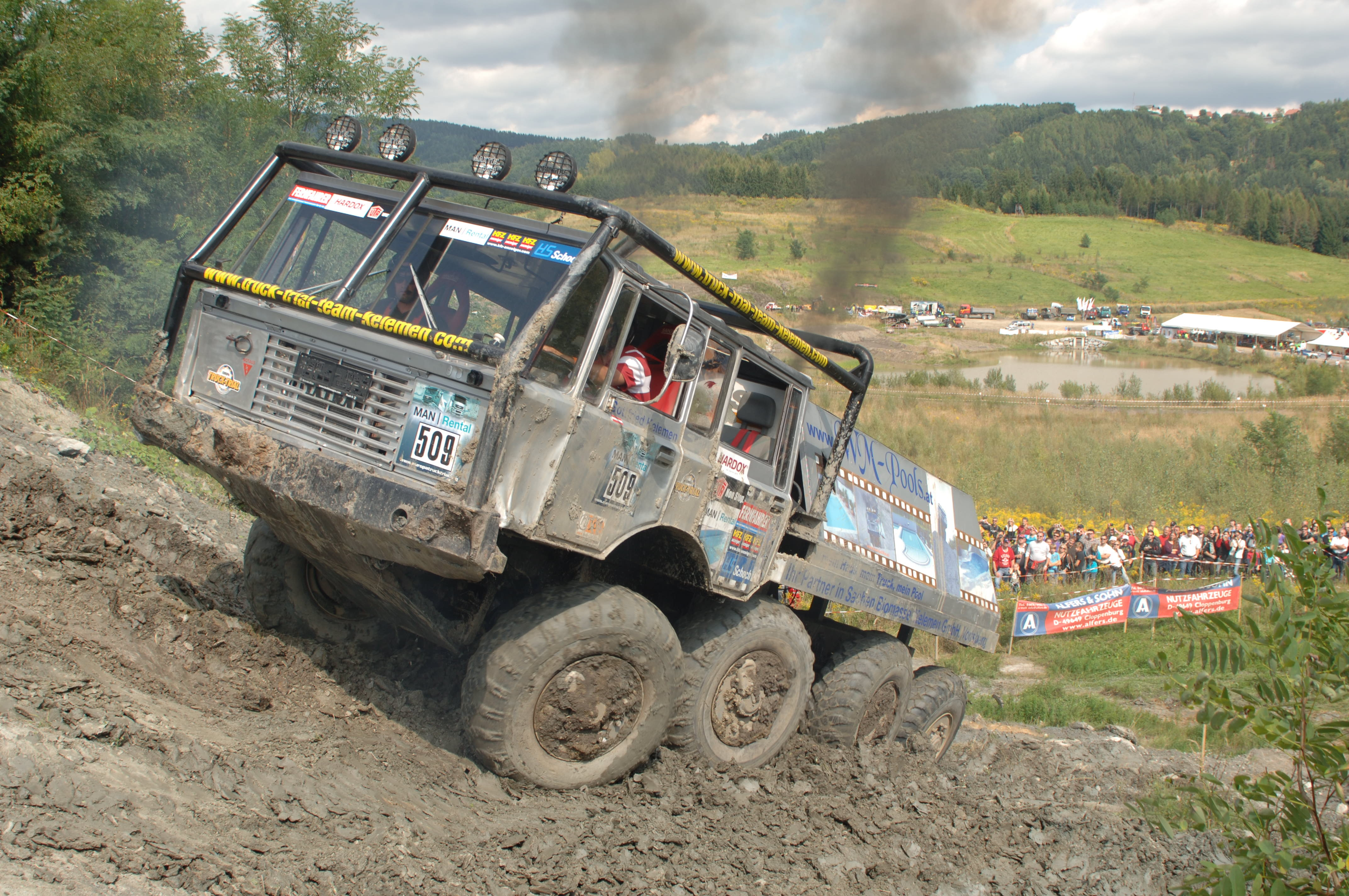
Tatra 813 bei einem Truck-Trial-Wettbewerb, 2010.